# Chiesa di San Nicola (Castell'Azzara)
La chiesa di San Nicola è un edificio religioso situato a Castell'Azzara, nella provincia di Grosseto.
Appartiene alla diocesi di Pitigliano-Sovana-Orbetello.

## Storia
La chiesa è ricordata nelle decime del 1276 e 1277. Fu riedificata tra il 1841 e il 1850 nel luogo di quella medievale.

## Descrizione
L'edificio è caratterizzato da una facciata tripartita da lesene, sopraelevata nella parte centrale e terminante in un timpano. Sul retro si trova il campanile ricostruito nel 1933, mentre all'interno, diviso in tre navate, si trova, al termine della navata sinistra, una tela seicentesca con l'Assunta ed i Santi Martino e Nicola.